# Дизање тегова на Летњим олимпијским играма 1896 — једноручно за мушкарце
Дизање тегова једном руком за мушкарце (слично данашњем трзају), је било једна од две дисцпилине у дизању тегова на програму Олимпијских игара 1896. у Атини. Подизало се из три покушаја. Сви дизачи су морали завршити први покушај да би почео други. Пошто су сви подигли по три пута, најбоља тројица су дизали још три покушаја.
Техника је била слична модерним дизању тегова. Виго Јенсен је био повеређен после такмичења у првој дисциплини дизању тегове са две руке, (где је освојио злато), па није могао дизати свом снагом и поновити успех из прве дисцилине и освојио је друго место. Победио је Лонстон Елиот који је далеко превазишао све остале и тако обезбедио прву златву медаљу за Уједињено Краљевство у историји Олимпијских игара.
Александрос Николопулос је подигао 57 килограма као и другопласирани Јенсен, али је то учинио после поновног такмичења са својим сународником Сотиросом Версисом са којим је имао исти резултат 40 килограма, па су морали дизати још једном да би се добио трећепласирани.
Такмичење је одржано 7. априла на стадиону Панатинаико уз учешће 4 такмичара из три земље.

## Земље учеснице
- Данска (1)
- Уједињено Краљевство (1)
- Грчка {2}

## Освајачи медаља
| Лонстон Елиот Уједињено Краљевство | Виго Јенсен Данска | Александрос Николопулос Грчка |

## Резултати и коначан пласман
| Место | Такмичар                           | Резултат        |
| ----- | ---------------------------------- | --------------- |
|       | Лонстон Елиот Уједињено Краљевство | 71,0 кг         |
|       | Виго Јенсен Данска                 | 57,0 кг         |
|       | Александрос Николопулос Грчка      | 57,0 кг/40,0 кг |
| 4     | Сотириос Версис Грчка              | 40,0 кг         |